# Сираков, Радой
Радой Ихов Сираков (6 июля 1861, Угырчин, Османская империя — 14 декабря 1921, София, Третье Болгарское царство) — болгарский военачальник, генерал-майор, командир 9-й Плевенской пехотной дивизии Болгарии.

## Биография
В 1882 году окончил военное училище в Софии (ныне Национальный военный университет имени Васила Левского). Выпущен подпоручиком. В 1883 г — поручик. В 1887 г. стал капитаном, а в 1892 г. — майором. В 1900 году получил чин полковника. С 1906 года — генерал-майор.
Позже окончил Академию Генерального штаба. Служил начальником штаба 2-й стрелковой дивизии.
В 1912—1913 годах командовал дивизией во время Первой Балканской войны. Дивизия в составе 2-й болгарской армии генерал-лейтенанта Николы Иванова участвовала в осаде Адрианополя, а в составе 3-й болгарской армии под командованием генерал-лейтенанта Радко Димитриева участвовала в Чаталджинской операции.
Во время Второй Балканской войны командовал Самоковской группой войск Болгарской армии и руководил в 1913 г. левым крылом болгарских войск в ходе Кресненского сражения с греками.
Позже был начальником Главного интендантского управления болгарской армии.
Уволен из армии 7 апреля 1915 года.

## Награды
- Орден «За храбрость»
- Орден «Святой Александр» V степени
- Орден «За военные заслуги» (Болгария) 4 Степени
- Орден «Стара-планина» I степени с мечами (2012, посмертно)[1]

Похоронен на Центральном кладбище Софии.